# Suzanne Hecht Pontremoli

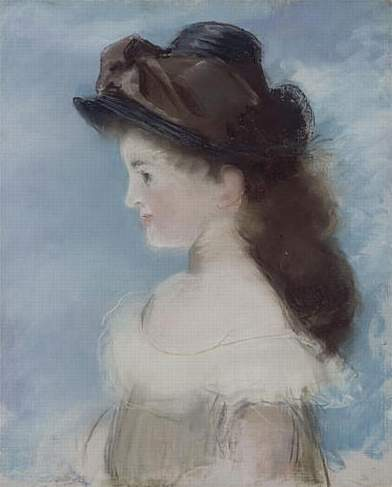
Suzanne Hecht Pontremoli 1882 eseguito da Édouard Manet, Museo d'Orsay

Suzanne Hecht Pontremoli (Parigi, 31 dicembre 1876 – Parigi, 19 marzo 1956) è stata una collezionista d'arte francese.

## Biografia
Suzanne Hecht nacque a Parigi da Albert Hecht (nato a Bruxelles il 2 luglio 1842 e morto a Parigi il 21 agosto 1889), uno dei maggiori ed importanti collezionisti impressionisti e da Mathilde Oulman (nata a Versailles l'8 luglio 1849 e morta a Parigi nel 1937). Nel 1896 si sposò con il famoso architetto di origine italiana Emmanuel Pontremoli, nipote di Eliseo Pontremoli.

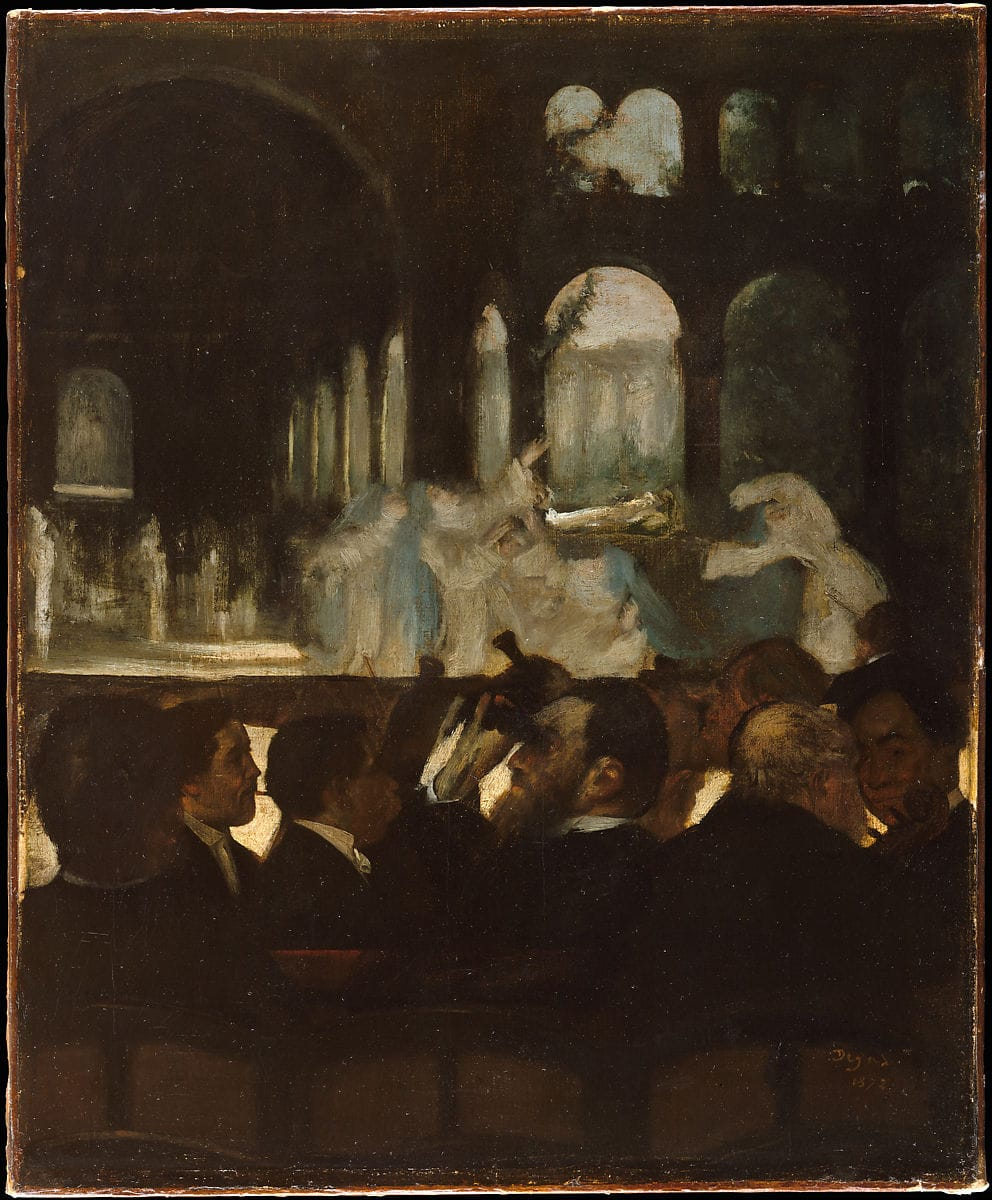
Il padre Albert Hecht rappresentato al centro con il binocolo da Edgar Degas, 1871

Il padre Albert fece fare all'amico Édouard Manet tre ritratti della figlia datati 1882. Attualmente sono conservati presso il Museo d'Orsay.

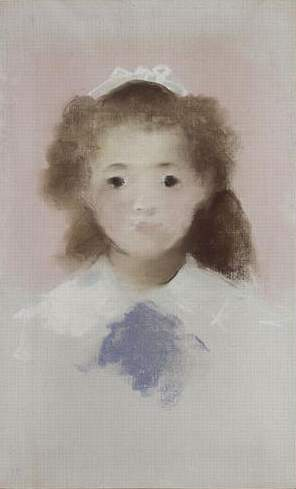
Suzanne Hecht Pontremoli, 1882 eseguito da Édouard Manet, Museo d'Orsay

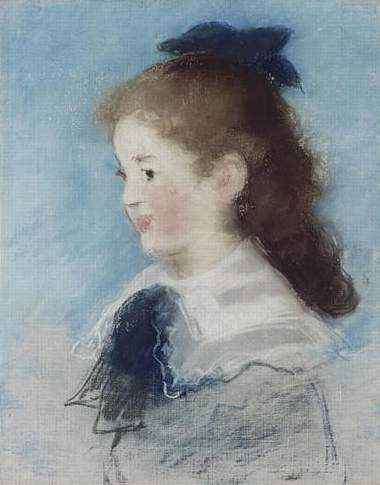
Suzanne Hecht Pontremoli 1882 eseguito da Édouard Manet, Museo d'Orsay

Con il marito Emmanuel Pontremoli iniziò a collezionare le opere degli artisti più autorevoli di quel momento tra cui John Constable, Eugène Delacroix, Édouard Manet, Claude Monet, Jean-Baptiste Camille Corot, in parte ereditate dal padre.
Durante l'occupazione nazista della Francia, i figli Michel Pontremoli e Jean Pontremoli si arruolarono e combatterono con la forza partigiana francese. Nel 1944 morirono ambedue per mano dei nazisti.
Alla morte avvenuta nel 1956 lasciò tutta la collezione d'arte alla figlia Mathilde, sposata con Jean Trenel (nipote del rabbino Leon Trenel) che venne deportato nel campo di sterminio di Auschwitz dove morì assassinato il 23 marzo 1943.

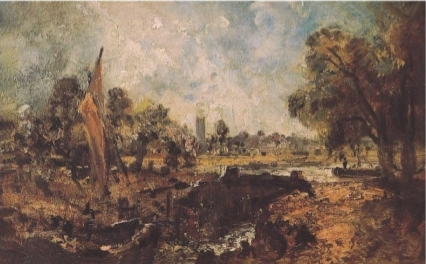
Dedham Lock, 1820 eseguito da John Constable posseduto da Suzanne Hecht P.

In seguito alla morte della figlia Therese nel 1987 alcuni quadri vennero ceduti al Museo del Louvre di Parigi.

## Opere della collezione S.Hecht E.Pontremoli
La collezione comprende i quadri collezionati da Suzanne e da suo marito Emmanuel Pontremoli.

### Watteau
- Donne vestite con grandi cappotti, una con in mano una maschera, eseguito nel 1799 da Jean-Antoine Watteau.[6]

### Constable
- Dedham Lock (1820), eseguito nel 1820 da John Constable.

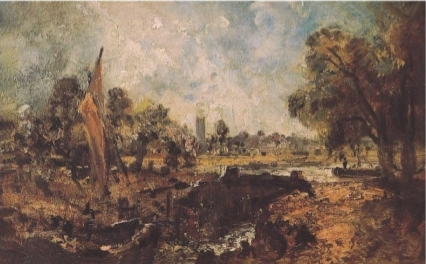
John Constable, Dedham Lock, 1820

### Manet
- Ragazzo che soffia bolle di sapone, eseguito nel 1867 da Édouard Manet attualmente conservato presso il Museu Calouste-Gulbenkian.

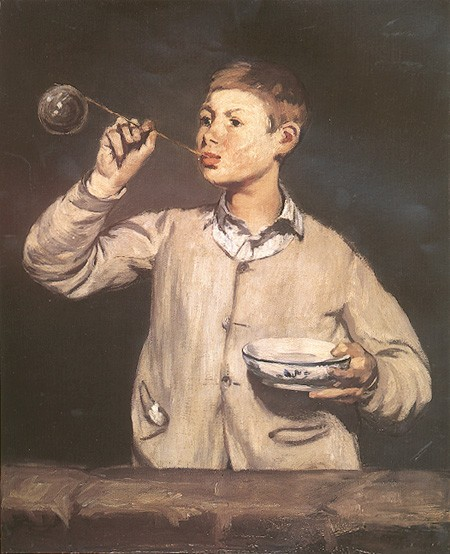
Édouard Manet, Ragazzo che soffia bolle di sapone, 1867

- Donna con pappagallo, eseguito nel 1866 da Édouard Manet attualmente conservato presso il Metropolitan Museum of Art.

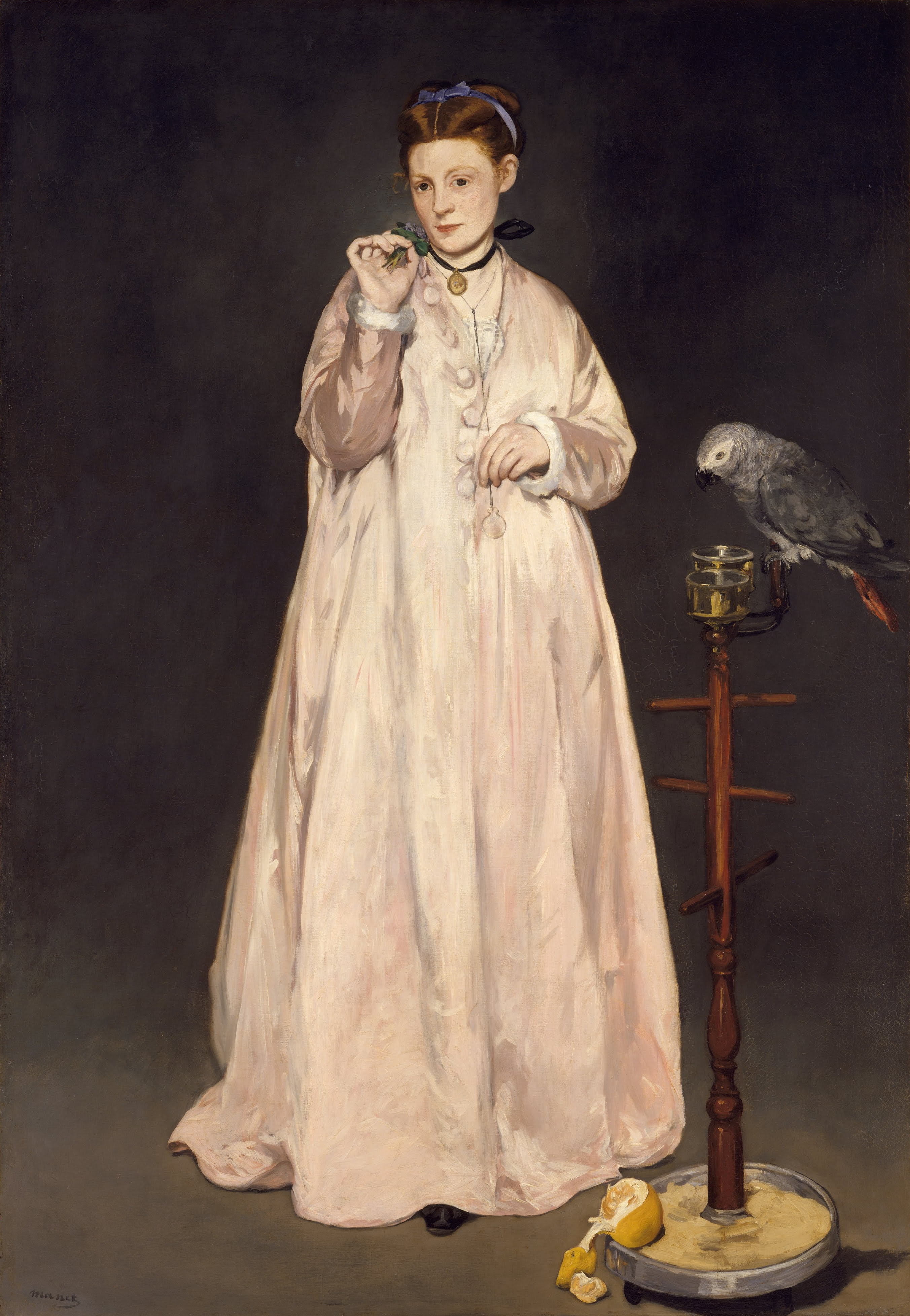
Édouard Manet, Donna con pappagallo, 1866

- The Croquet Game, eseguito nel 1873 da Édouard Manet attualmente conservato presso il Städel Museum.

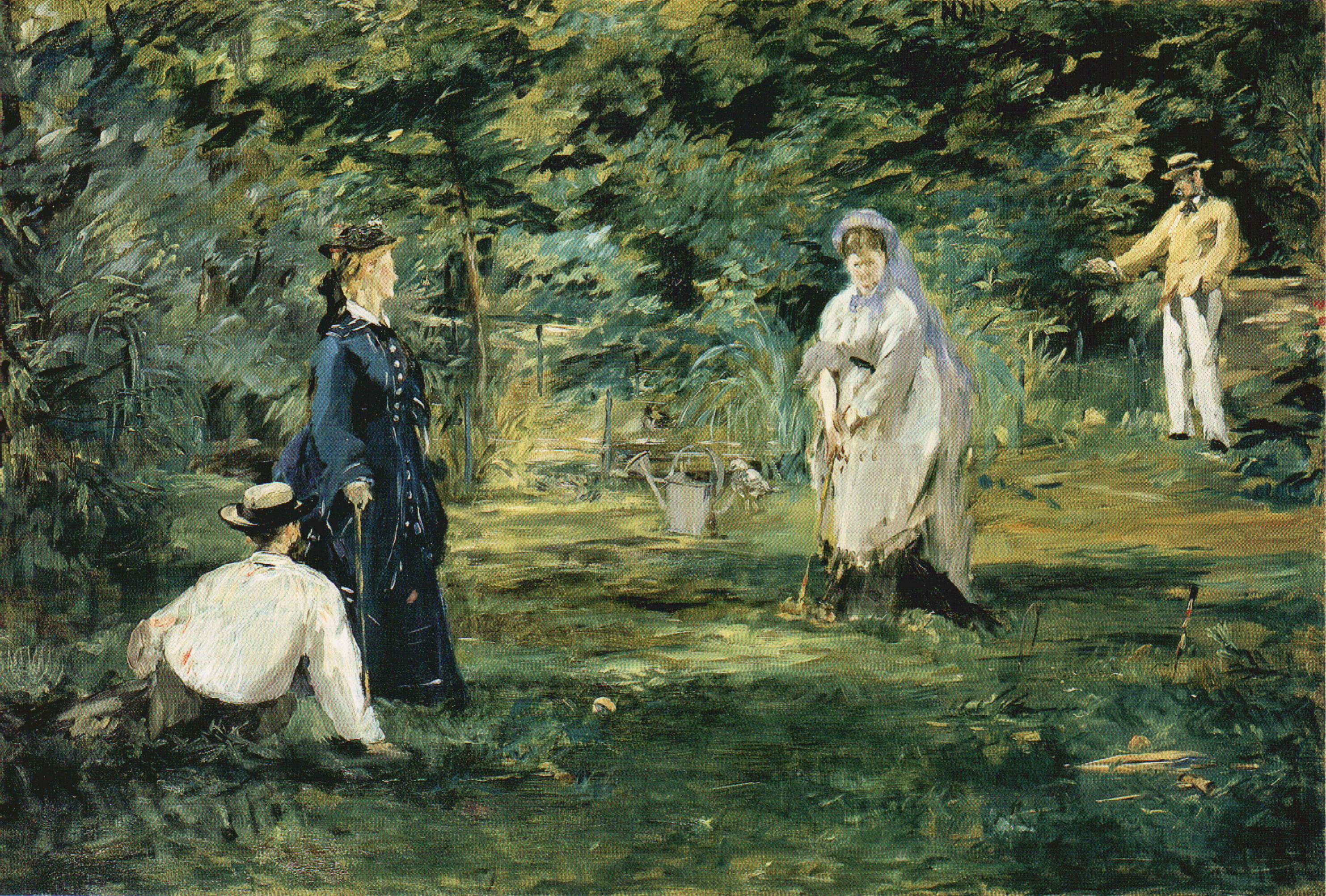
Édouard Manet, The Croquet Game, 1873

- Swallows, eseguito nel 1873 da Édouard Manet attualmente conservato presso la Collezione Bührle a Zurigo.

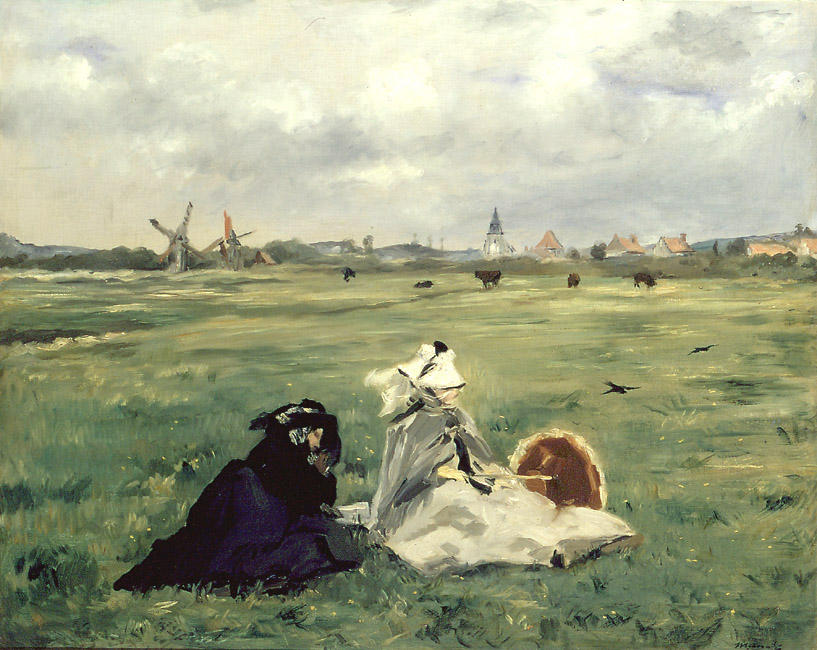
Édouard Manet, Swallows, 1873

- Fuga di Rochefort, eseguito nel 1881 da Édouard Manet attualmente conservato presso il Museo d'Orsay.

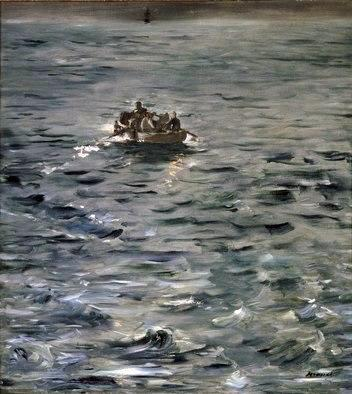
Édouard Manet, The Escape of Rochefort (1880-81) Museo d'Orsay di Parigi

### Corot
- L'odalisque Sicilienne , eseguito da Jean-Baptiste Camille Corot nel 1872.

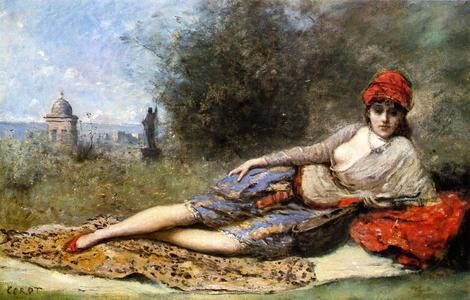
Jean-Baptiste Camille Corot, L'odalisque Sicilienne Corot, 1872

- Souvenir of the Environs of Lake Nemi, eseguito da Jean-Baptiste Camille Corot nel 1865 attualmente conservato presso il Art Institute of Chicago.

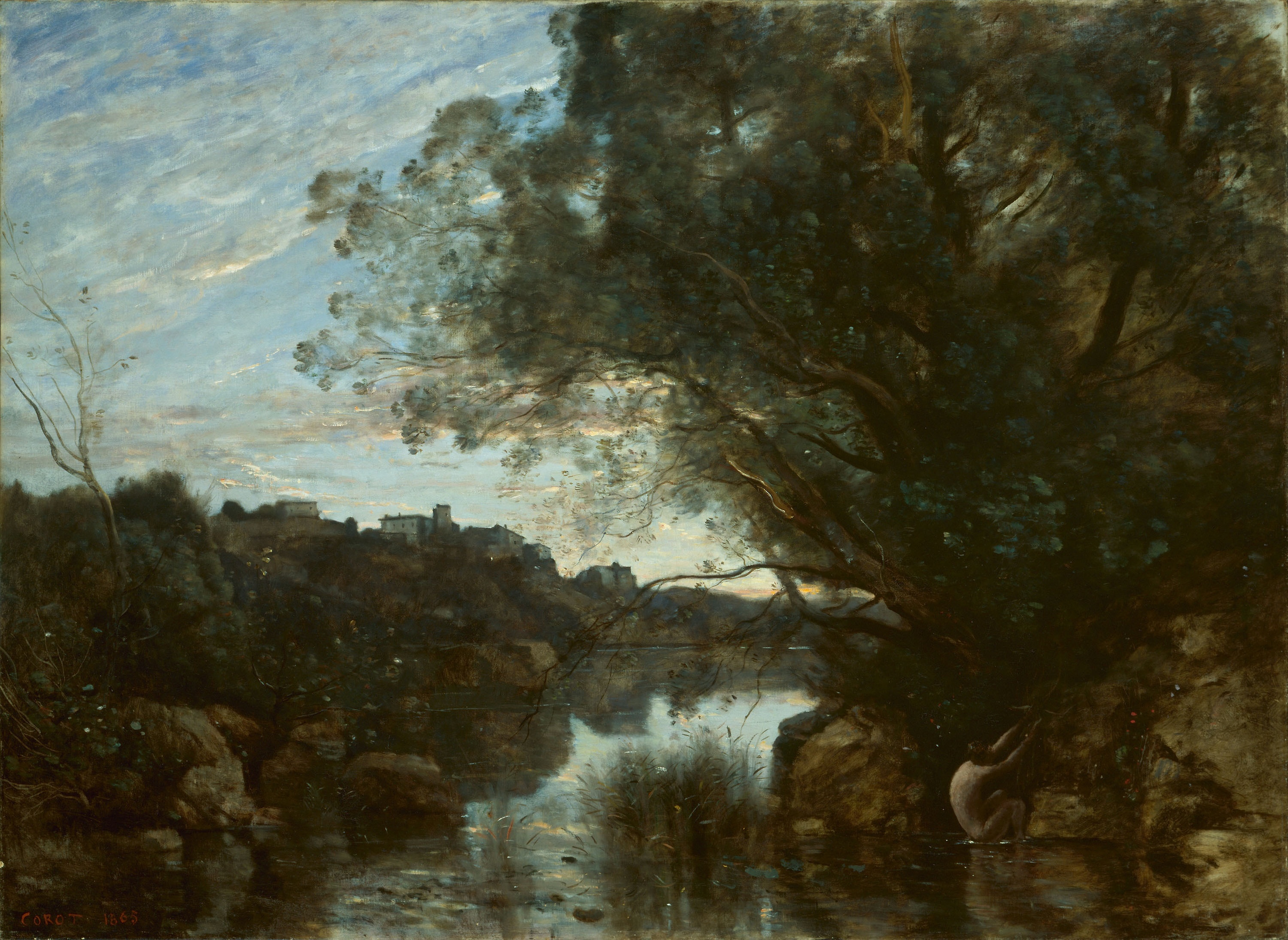
Jean-Baptiste Camille Corot, Souvenir of the Environs of Lake Nemi, 1865

### Monet
- Vista di un porto, eseguito da Claude Monet nel 1871 attualmente conservato presso una collezione privata.[7]

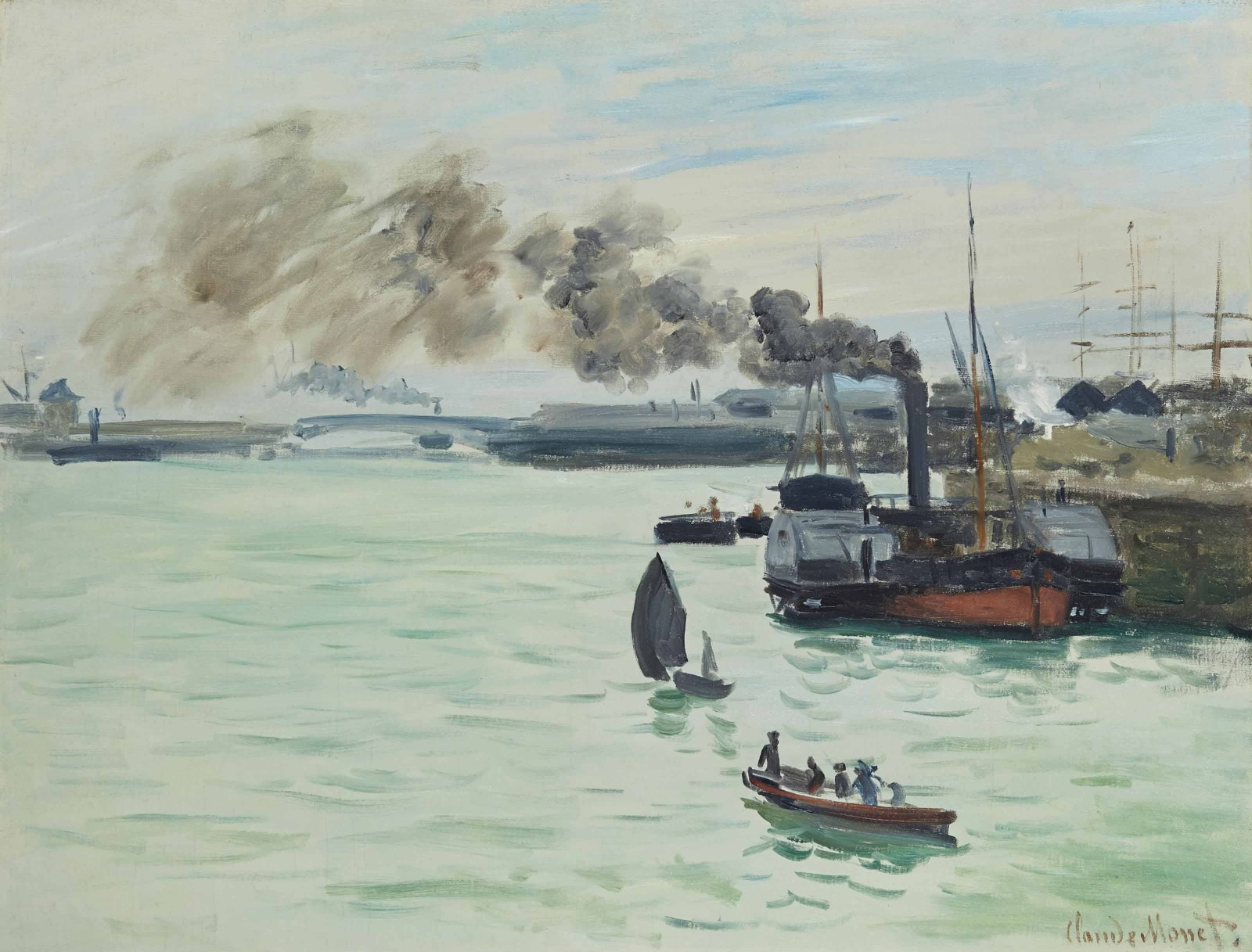
Claude Monet, Vista di un porto, 1871

- Barche nel porto di Londra, eseguito da Claude Monet nel 1881 attualmente conservato presso una collezione privata.[8]

Claude Monet, Barche nel porto di Londra, 1881

### Fragonard
- The Procuress, eseguito nel 1770 da Jean-Honoré Fragonard attualmente conservato presso la Fondazione Jan Krugier.[9]

### Degas
- Il Balletto dell'Opera di Parigi, eseguito da Edgar Degas nel 1877 attualmente conservato presso il Art Institute of Chicago.[10]

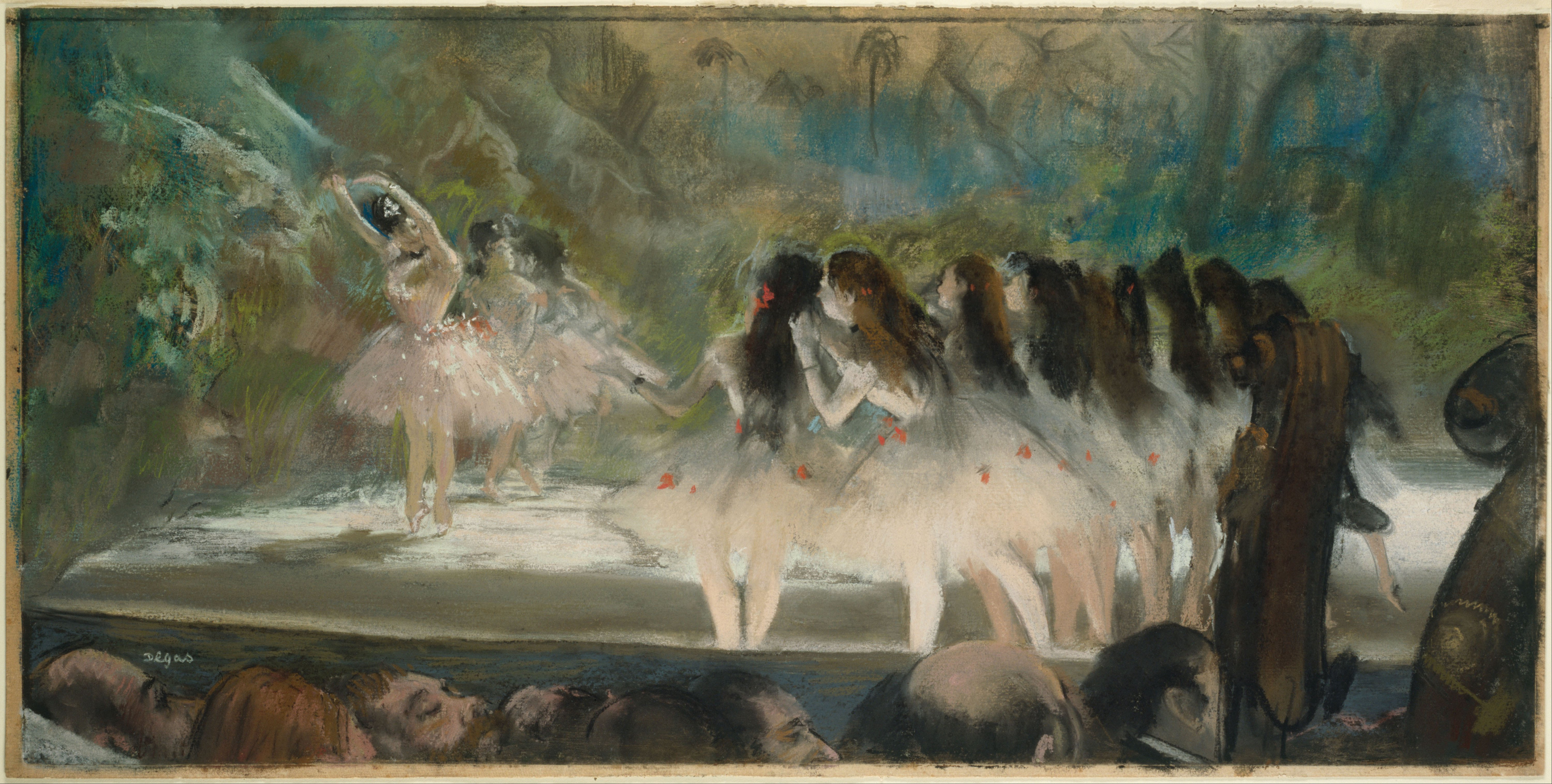
Edgar Degas,Il balletto dell'Opera di Parigi, 1877

### Sisley
- Il lavatoio di Bougival, eseguito nel 1877 da Alfred Sisley attualmente conservato presso una collezione privata.[11]

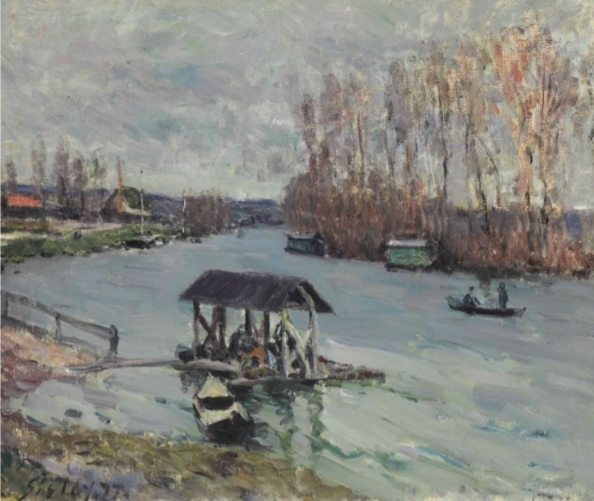
Alfred Sisley, Il Lavatoio di Bougival, 1877

### Hervier
- Donna che raccoglie un legno spezzato, eseguito nel 1855 da Adolphe Hervier attualmente conservato presso il Museo delle belle arti di Digione.[12]